# 10764 Rübezahl
10764 Rübezahl eller 1990 TK13 är en asteroid i huvudbältet som upptäcktes den 12 oktober 1990 av de båda tyska astronomen Freimut Börngen och Lutz D. Schmadel vid Tautenburg-observatoriet. Den är uppkallad efter jätten Rübezahl.
Asteroiden har en diameter på ungefär 8 kilometer och den tillhör asteroidgruppen Eos.